# コクラン (植物)
コクランは、小型の地生ランのひとつ。細長い棒状の偽球茎の先から紫色の地味な花を咲かせる。

## 特徴
コクラン(Liparis nervosa (Thunb.) Lindl.)は、単子葉植物ラン科クモキリソウ属の多年草で、地上にはえる。細長い偽球茎が独特であるが、花も小さく、地味なランである。
偽球茎は多肉質、緑色で、細長い円筒形をしており、大部分が地表から上にあって普通は直立する。その姿は独特であり、他にあまり似たものがない。年に一本ずつが出るが数本が並んで見られる。常緑性で葉は二年にわたって残る。
葉の基部は葉鞘となって偽球茎を包み、葉身は茎の先端に2-3枚程度がつき、楕円形でやや歪み左右非対称となる。先端はとがり、葉面は柔らかく葉脈に沿って溝状にくぼむ。この葉は互生であるが、偽球茎の先端に互いに接近してつくので、対生しているようにも見える。ただし、スズムシソウなどのように本当に対生に見えるほどではなく、やや大きさも異なり、三枚出ることも多い。

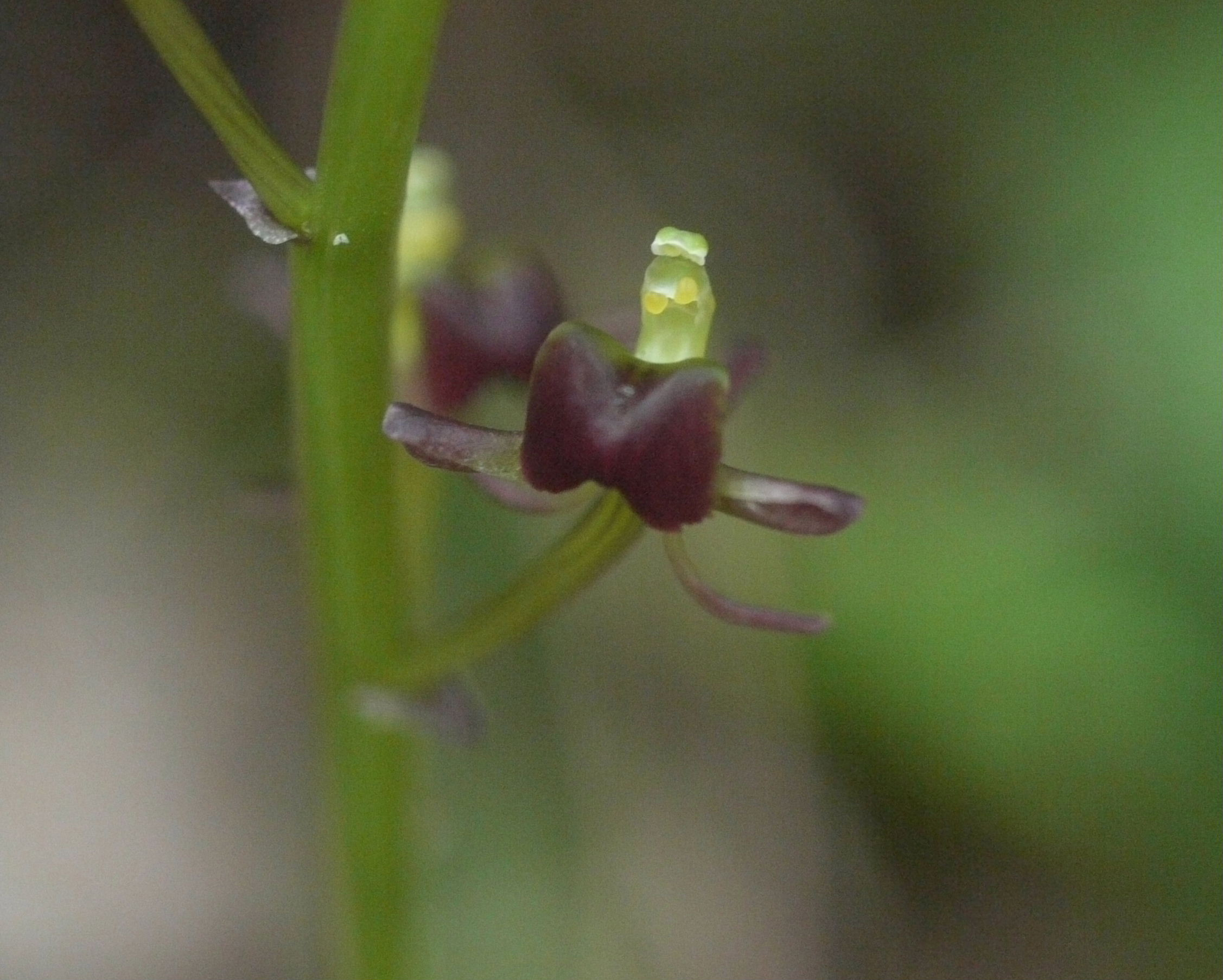
花

花茎は葉の間から立ち上がり、高さ30cm程になり、3-10程の花が総状につく。花は差し渡しが1cm足らず、全体に紫褐色で少しつやがある。側花弁は細くて反り返り、唇弁は丸っぽくて中央が前に突き出す。まれに緑の花を咲かせるものがある。果実は先が太い棒状で立つ。

## 生育環境など
低山の常緑樹林内に生える。ある程度以上茂った薄暗いところで見かけ林縁などにもあるが、明るいところには出ない。海岸近くでも森林内であればほぼよく見かける。

## 分布
本州（茨城県以南）、四国、九州に分布し、国外では中国と台湾から知られる。

## 類似種
日本産の種で最もよく似ているのはユウコクラン (L. formosana Reichb. fil.) である。姿はごく似ているが、ユウコクランの方が一回り大きくなる。また、唇弁の先端がコクランでは少しくぼんでいるのに対して、丸くなってくぼまないなどの違いもある。コクランよりさらに南に産し、本州の最南部から九州南部以南に分布する。その変種のシマササバラン (L. Formosana var. hachijoensis (Nakai) Ohwi) は伊豆七島に産する。日本では同属のものがこの他にもあるが、それ以外の種は丸っこい偽球茎を持つため、これらと見誤ることはない。たとえばササバラン (L. Odonata (Willd.) Lindl.) はやはり紫がかった花をつけるために外見はやや似ているが、偽球茎は卵形ではっきりと異なる。
なお、地上生のランで偽球茎が棒状になるものとしてはエビネ属のトクサランがあるが、こちらははるかに背が高い。

## 利用
特に利用価値はない。花が地味なため鑑賞用として不向きで、栽培されることも少ない。それでも野生蘭であるだけで目をつけられることもあり、乱獲の行われた地域もあるようである。また斑入りのものが一部では珍重される例もある。